# Рыбинск (Томская область)
Рыбинск — посёлок в Верхнекетском районе Томской области России. Входит в состав Палочкинского сельского поселения.

## География
Посёлок находится в восточной части Томской области, в пределах Чулымской равнины, на правом берегу реки Суйги, на расстоянии примерно 17 километров (по прямой) к западу-юго-западу (WSW) от рабочего посёлка Белый Яр, административного центра района. Абсолютная высота — 79 метров над уровнем моря.

### Часовой пояс
Посёлок Рыбинск, как и вся Томская область, находится в часовой зоне МСК+4. Смещение применяемого времени относительно UTC составляет +7:00.

## Население
| 2002 | 2010 | 2012 | 2013 | 2014 | 2015 | 2021 |
| ---- | ---- | ---- | ---- | ---- | ---- | ---- |
| 29   | ↘25  | →25  | ↘21  | →21  | ↘20  | ↘11  |

Гендерный состав
По данным Всероссийской переписи населения 2010 года в гендерной структуре населения мужчины составляли 76 %, женщины — соответственно 24 %.
Национальный состав
Согласно результатам переписи 2002 года, в национальной структуре населения русские составляли 86 %.

## Улицы
Уличная сеть посёлка состоит из двух улиц и двух переулков.